# Anarhynchus
Anarhynchus är ett fågelsläkte i familjen pipare inom ordningen vadarfåglar. Det omfattar traditionellt endast en art, den udda nyzeeländska piparen snednäbb, unik i fågelvärlden med en näbb som är böjd åt sidan. Sentida genetiska studier visar dock att den inte är särskilt distinkt genetiskt. Istället är den del av en klad pipare vanligen placerade i släktet Charadrius. Denna grupp lydtes därför ut och placerades i snednäbbans släkte, som har prioritet. I och med det vidgades släktet många gånger om till att omfatta hela 24 arter, med utbredning på alla kontinenter utom Antarktis.

## Arter inom släktet
- Kaspisk pipare (Anarhynchus asiaticus)
- Orientpipare (Anarhynchus veredus)
- Tibetpipare (Anarhynchus atrifrons) – tidigare del av mongolus
- Kamtjatkapipare (Anarhynchus mongolus)
- Ökenpipare (Anarhynchus leschenaultii)
- Tvåbandad strandpipare (Anarhynchus bicinctus)
- Maoripipare (Anarhynchus obscurus)
- Snednäbb (Anarhynchus frontalis)
- Tjocknäbbad strandpipare (Anarhynchus wilsonia)
- Svartkronad strandpipare (Anarhynchus collaris)
- Präriepipare (Anarhynchus montanus)
- Patagonienpipare (Anarhynchus falklandicus)
- Punastrandpipare (Anarhynchus alticola)
- Madagaskarpipare (Anarhynchus thoracicus)
- Herdepipare (Anarhynchus pecuarius)
- Sankthelenapipare (Anarhynchus sanctaehelenae)
- Rödhuvad strandpipare (Anarhynchus ruficapillus)
- Snöstrandpipare (Anarhynchus nivosus)
- Sodasjöpipare (Anarhynchus pallidus)
- Malajstrandpipare (Anarhynchus peronii)
- Vitpannad strandpipare (Anarhynchus marginatus)
- Javastrandpipare (Anarhynchus javanicus)
- Sandstrandpipare (Anarhynchus dealbatus)
- Svartbent strandpipare (Anarhynchus alexandrinus)